# Vatovia albosignata
Vatovia albosignata là một loài nhện trong họ Salticidae.
Loài này thuộc chi Vatovia. Vatovia albosignata được Lodovico di Caporiacco miêu tả năm 1940.